# Lithium (cântec de Evanescence)

Coperta discului single Lithium

„Lithium” este al doilea single al formației americane Evanescence de pe al doilea album de studio The Open Door, scris de Amy Lee.